# Виноградовка (Вяземський район)
Виногра́довка (рос. Виноградовка) — село у складі Вяземського району Хабаровського краю, Росія. Адміністративний центр Виноградовського сільського поселення.

## Населення
Населення — 198 осіб (2010; 242 у 2002).
Національний склад (станом на 2002 рік):
- росіяни — 91 %